# Saint-Laurs
Saint-Laurs – miejscowość i gmina we Francji, w regionie Nowa Akwitania, w departamencie Deux-Sèvres. Nazwa miejscowości pochodzi od imienia św. Laura.
Według danych na rok 1990 gminę zamieszkiwały 452 osoby, a gęstość zaludnienia wynosiła 56 osób/km² (wśród 1467 gmin regionu Poitou-Charentes Saint-Laurs plasuje się na 587. miejscu pod względem liczby ludności, natomiast pod względem powierzchni na miejscu 937.).